# Chaetura cinereiventris
Chaetura cinereiventris е вид птица от семейство Бързолетови (Apodidae).

## Разпространение
Видът е разпространен в Антигуа и Барбуда, Аржентина, Барбадос, Боливия, Бразилия, Венецуела, Гренада, Гваделупа, Гвиана, Доминика, Еквадор, Колумбия, Коста Рика, Мартиника, Монсерат, Никарагуа, Панама, Парагвай, Перу, Сейнт Китс и Невис, Сейнт Лусия, Сейнт Винсент и Гренадини, Суринам, Тринидад и Тобаго и Френска Гвиана.